# Eforos
Eforos, starořecky Ἔφορος, též Eforos z Kýmé či Eforos z Kýmy (asi 400 př. n. l. - asi 330 př. n. l.) byl řecký historik a rétor narozený v Malé Asii (dnes území Turecka). V rétorice byl žákem Isokratovým.
Jeho nejdůležitější prací byly Všeobecné dějiny (Historia koinón práxeón). Dílo bylo rozděleno do 29 knih. Jeho editorem byl Eforův syn Démofilos, který k němu připojil dodatkovou 30. knihu. Dílo popisovalo řecké dějiny od stěhování Dórů do doby vydání, konkrétně do obléhání Perinthu Filipem II. Makedónským. Bylo však celé ztraceno, stejně jako další Eforovy práce. Tradičně je však Eforos považován za jednoho z nejobjektivnějších starověkých historiků, který se snažil oddělit mytické a faktické části a určit míru pravděpodobnosti jednotlivých epizod. Lišil se od drtivé většiny starověkých historiků také tím, že před chronologií upřednostňoval strukturování textu do tematických celků. Polybius ho označil za prvního univerzálního historika. Čerpal z něj zejména Diodóros Sicilský.
Pravděpodobně byl prvním, kdo užil pojem historiá ve významu vědy.